# Língua capom
Capom é uma língua da família Caribe falada pelos Capons.